# 佐々木隆 (ミュージシャン)
佐々木 隆（ささき たかし、1956年8月27日 - ）は、日本のドラマー。かつてカシオペアに在籍。

## 人物・来歴
日本大学第二中学校・高等学校、日本大学芸術学部卒業。東京都杉並区の西荻窪に実家がある。大学在学中から伊東たけし、笹路正徳などとジャズ･フュージョン系のバンドを組み都内のライブハウスで演奏していた。
1977年、カシオペアが2回目のヤマハのアマチュア・バンド・コンテスト「EastWest '77」に出場する際、バンド内オーディションを受けて参加。これを機会に他のメンバーと一緒にプロを目指し、カシオペアは1979年5月25日にアルバム『CASIOPEA』でレコードデビュー。しかし、同年11月発表の次作『SUPER FLIGHT』発売後に音楽性の違いが生じ脱退。その後、自己のグループを立ち上げた他にもジャズ・ギタリスト宮野弘紀のグループに参加。鳴瀬喜博と「ナルササ」、自身のバンド「DAZZLE」（Ba：小山卓・Gt.：中山隆司）、ベーシスト武士守廣とのデュオ「Ratio」等で、八王子市のライブハウス「X.Y.Z.→A 」をホームにして活動していた。その後、岡崎猛、仮谷克之との岡崎トリオで活動中。